# Momento sísmico

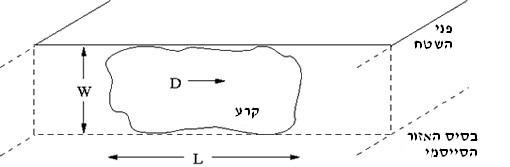
Cálculo do momento sísmico de um terremoto. A imagem ilustra as fórmulas utilizadas na determinação do momento sísmico, uma grandeza que quantifica a energia liberada durante um evento sísmico. Trabalho derivado por דקי, baseado em Seismic_moment.gif. Licença: Domínio público.

Momento sísmico é uma quantidade usada pelos sismólogos para medir a magnitude de um terremoto.  O momento sísmico escalar {\displaystyle M_{0}} é definido pela equação
{\displaystyle M_{0}=\mu Au}, onde
- {\displaystyle \mu } é o módulo de cisalhamento das rochas envolvidas no terremoto, geralmente 30 gigapascals[1]
- {\displaystyle A} é a área de ruptura ao longo da falha geológica onde ocorre o terremoto e
- {\displaystyle u} é o deslocamento médio em {\displaystyle A}.

Para os terremotos modernos, o momento sísmico é usualmente estimado a partir dos registros de movimento da superfície, conhecidos como sismogramas. Para terremotos que ocorreram no passado, quando não havia o instrumental necessário, utilizam-se estimativas geológicas do tamanho da ruptura da falha e do seu deslocamento.
O momento sísmico é a base da escala de magnitude de momento, introduzida por Hiroo Kanamori, a qual é atualmente usada para comparar a magnitude de diferentes terremotos -  especialmente para comparar os grandes terremotos.